# 슈퍼 마리오 Wii 갤럭시 어드벤처
《슈퍼 마리오 Wii 갤럭시 어드벤처》는 닌텐도가 Wii 용으로 제작해 2007년에 발매한 플랫폼 게임이다. 《슈퍼 마리오》 프랜차이즈의 세 번째 3D 게임으로, 대한민국 외 지역에서는 《슈퍼 마리오 갤럭시》라는 제목으로 발매되었다. 주인공 마리오는 쿠파에 맞서 피치 공주와 우주를 구하는 여정을 떠나며 이 과정에서 총 120개의 파워 스타를 수집하여야 한다. 게임은 작은 행성들로 가득 찬 우주 공간을 배경으로 한다. 월드 내에서는 다양한 중력 변화가 적용되는데, 이는 게임 플레이의 핵심 요소이다. 플레이어는 Wii 리모컨과 눈차크를 사용하여 캐릭터를 조종하며, 일부 모드에서는 Wii 리모컨의 움직임 감지 센서를 사용한다.
2004년 말, 미야모토 시게루는 닌텐도에 대규모의 마리오 게임 프로젝트를 제안하였다. 이에 닌텐도 EAD 도쿄는 《동키콩 정글 비트》의 발매 이후 《갤럭시》의 개발을 시작하였다. 《갤럭시》에서의 구형 플랫폼은 2000년 닌텐도 스페이스 월드에서 공개된 게임큐브용 데모 소프트웨어 《슈퍼 마리오 128》에서 유래하였다. 닌텐도는 전 세대의 흥미를 끌 수 있는 게임을 만들고자 하였으며, 개발 팀은 우주라는 유연한 배경 속에서 시리즈의 다른 작품들보다 더 자유롭게 디자인을 할 수 있었다. 사운드트랙은 요코타 마히토와 곤도 고지가 작곡하였으며, 시리즈 최초로 배경음악에 오케스트라를 도입하였다.
《갤럭시》는 상업적, 비평적으로 큰 성공을 거두었다. 비평가들은 해당 게임을 시리즈 최고이자 역대 최고의 비디오 게임으로 평가하였다. 2008년부터 2019년까지 《갤럭시》는 리뷰 애그리게이터 사이트 게임랭킹스에서 가장 높은 점수를 받은 게임이었다. 평단은 게임의 뛰어난 그래픽과 중력을 이용한 독특한 게임플레이, 훌륭한 레벨 설계와 사운드트랙, 스토리에 찬사를 보냈다. 《갤럭시》는 다섯 개의 올해의 게임 상과 더불어 수많은 상을 받았다. 또한 닌텐도 타이틀 중 최초로 영국 영화 텔레비전 예술 아카데미의 최고의 게임 상을 받았다.
《갤럭시》는 전 세계에서 1,280만 장이 판매되었다. 이는 Wii 소프트웨어 중 아홉 번째로 많은 수치이다. 《갤럭시》는 2011년에 닌텐도 셀렉트의 타이틀로, 2015년에는 Wii U의 eShop을 통해 다시 발매되었으며, 2020년에는 《슈퍼 마리오 3D 컬렉션》에 동봉된 소프트웨어로 재판매되었다. 후속작인 《슈퍼 마리오 Wii 2 갤럭시 어드벤처 투게더》는 2010년, Wii를 플랫폼으로 하여 발매되었다.

## 게임플레이

### 배경

마리오가 둥근 소행성 위를 달리고 있다. 마리오는 중력을 이용해 소행성과 다양한 물체의 표면을 자유롭게 이동할 수 있으며, 이는 게임의 핵심 메커니즘으로 작용한다.

《갤럭시》의 배경은 우주 공간으로, 플레이어는 마리오가 되어 다양한 은하를 탐험하며 "파워 스타"를 수집해 나간다. 파워 스타는 미션을 완수하거나, 보스 캐릭터를 쓰러뜨리거나, 특정 장소에 도달할 시 획득할 수 있다. 각 은하는 소행성과 그 주위를 공전하는 구조물로 구성되어 있다. 이들은 각각 중력을 가지고 있어 플레이어는 좌우로 움직이거나 거꾸로 서서 걸으면서 소행성을 일주할 수 있으며, 소행성에서 근처의 물체로 점프하여 이동하는 것도 가능하다. 게임플레이는 대부분 3D로 구현되지만 플레이어의 움직임이 2D 상으로 제약되는 공간도 일부 존재한다.
《갤럭시》는 허브 플랫폼 게임으로, '별똥별 천문대'가 메인 허브 역할을 한다. 별똥별 천문대는 여섯 개의 돔이 위치한 우주선으로, 이 중 하나를 제외한 다섯 개의 돔은 각각 다섯 개의 갤럭시로 연결된다. 총 42개의 갤럭시가 존재하며 각 갤럭시에서는 파워 스타를 획득할 수 있다. 플레이어가 게임을 처음 시작했을 때는 하나의 갤럭시에만 접근할 수 있으나, 파워 스타를 모아 나가면서 더 많은 갤럭시와 돔을 모험할 수 있게 된다.
각 돔의 마지막 스테이지는 보스 레벨로, 쿠파 또는 쿠파주니어와 대결하여 플레이어가 승리하면 특별한 파워 스타인 "그랜드 스타"를 얻을 수 있다. 그랜드 스타는 별똥별 천문대의 다음 돔을 활성화하는 역할을 한다. 플레이어가 120개의 스타를 모두 수집하면 루이지로 플레이할 수 있게 된다. 루이지로도 120개의 파워 스타를 모아 총 240개의 파워 스타를 획득하게 되면 플레이어는 마지막 미션에 도전할 수 있게 되는데, 이를 완수하면 두 장의 기념사진이 Wii 메시지 보드로 전송된다.

### 조작
게임의 조작은 Wii 리모컨과 눈차크로 이루어진다. 마리오의 능력은 대부분 《슈퍼 마리오 64》에서 가져왔으나, 벽 차기, 멀리 뛰기, 공중제비 등의 동작이 새로 추가되었다. 또한 Wii 리모컨의 모션 센서를 이용하는 '스타 포인터' 기능도 추가되었다. 스타 포인터는 Wii 리모컨이 스크린을 향했을 때 나타나는 작은 파란색 커서를 말한다. 스타 포인터는 별사탕 모양의 재화인 '스타 구슬'을 모으는 데에 사용된다. 스타 구슬을 발사해 장애물을 조종하거나 적을 기절시킬 수 있고, 이를 별 모양의 생물체인 '치코'에게 먹일 수도 있다. 또한 스타 포인터는 "스타 중계소"라는 파란색 물체로 마리오를 이동시킬 수 있다. 플레이어는 스타 포인터를 조작하여 마리오를 돔에 위치한 스타 중계소로 이동시켜야 갤럭시에 도달할 수 있다. 마리오가 비눗방울에 갇혀 있는 레벨에서는 스타 포인터로 바람을 불어 넣어 비눗방울을 이동시킬 수도 있다. 가오리를 타고 서핑하거나, 공 위에 올라 장애물 코스를 통과하는 등의 작은 임무들을 완수할 때에는 Wii 리모콘의 평형 감지 기능도 사용된다.
게임 초반부에 플레이어는 '스핀'이라는 새로운 핵심 능력을 습득한다. 스핀 동작은 적을 쓰러뜨리거나 기절시키는 것뿐만 아니라 물체를 부수는 데에도 쓰인다. 마리오를 먼 행성으로 이동시키는 장치인 '스타 링'을 활성화할 때에도 스핀 동작이 사용되며, 덩굴 오르내리기, 스케이트 타기, 스위치 뒤집기, 나사 풀기 등 게임 내의 다양한 과정에 스핀 동작이 필요하다.

### 아이템과 목숨

인터페이스에 파워 스타의 개수(좌측 상단), 체력 게이지(우측 상단), 코인과 스타구슬의 개수(우측 하단), 그리고 목숨의 개수(좌측 하단)가 표시되고 있다.

《갤럭시》에는 총 아홉 개의 아이템이 존재한다. 각 아이템은 마리오에게 일시적으로 특수한 능력을 부여한다. 꿀벌 버섯 아이템을 획득한 마리오는 꽃과 구름 위를 걸을 수 있으며, 하늘을 날거나 벌집 벽을 기어 올라갈 수 있다. 부끄부끄 버섯 아이템을 획득하면 마리오가 일시적으로 투명해져 장애물을 통과할 수 있게 된다. 스프링 버섯은 일반 점프로 닿을 수 없는 높은 곳에 도달할 수 있게 해준다. 파이어플라워는 마리오가 적에게 파이어볼을 발사할 수 있게 하며, 아이스플라워는 일정 시간 적의 화염 공격에 대한 면역을 부여해 주고, 물 표면에 올라설 경우 육각 얼음 타일을 생성시켜 마리오가 물 위를 걸을 수 있게 해준다. 레인보우 스타는 마리오의 이동 속도를 큰 폭으로 상승시키고, 마리오를 무적 상태로 만든다.
마리오의 기본 체력은 3으로 설정되어 있다. 적에게 공격받거나 장애물에 부딪힐 때마다 체력이 1씩 감소한다. 단, 아이템 "라이프 버섯"은 마리오의 기본 체력을 일시적으로 3에서 6으로 올린다. 수영할 때 공기가 부족해지면 체력도 저하되는데, 마리오 옆에 나타나는 공기 공급 게이지로 상태를 확인할 수 있다. 마리오의 체력 또는 공기 공급 게이지는 코인을 획득하거나 수중에서 공기 방울을 터뜨려 회복할 수 있다. 체력이 0이 되면 플레이어는 목숨 하나를 잃게 되고, 정해진 체크포인트로 돌아가야 한다. 체력 게이지가 즉시 0으로 떨어지는 경우도 있다. 모래 늪이나 암흑물질 속에 빠지는 경우, 장애물에 깔리거나 블랙홀에 빨려 들어가는 경우, 바닥이 없는 구멍으로 떨어지는 경우 등이다. 1-UP 버섯을 획득한 경우, 50개의 스타 구슬을 모은 경우, 목숨을 잃지 않고 50개째의 코인을 획득한 경우에는 하나의 목숨이 추가된다.

### 멀티플레이 지원
《갤럭시》에는 '협력 모드'가 존재한다. 첫 번째 플레이어가 마리오(또는 루이지)를 조작하고, 두 번째 플레이어는 스타 포인터를 이용해 스타 구슬을 모으거나, 스타 구슬을 발사하여 적들을 일시적으로 기절시킬 수 있다. 두 번째 플레이어가 스타 포인터로 마리오를 가리킨 뒤 A 버튼을 누르면 마리오를 점프하게 만들 수 있는데, 이때 첫 번째 플레이어도 함께 점프 버튼을 누를 경우 마리오를 평소보다 훨씬 높이 점프시킬 수 있다. 두 번째 플레이어가 움직이는 적이나 구조물에 스타 포인터를 놓고 A 버튼을 누르면, 이의 동작을 잠시 중단시킬 수도 있다.

## 줄거리
버섯 왕국에는 100년에 한 번씩 혜성을 볼 수 있는 스타 페스티벌이 열린다. 스타 페스티벌이 열리는 날의 밤, 피치 공주는 "치코"라는 별 모양의 생명체를 발견하고, 마리오에게 이를 보여주기 위해 그를 성으로 초대한다. 그러나 마리오가 왕국에 도착하자 쿠파가 비행선을 대동하여 버섯 왕국을 침략한다. 쿠파는 마을에 불덩이를 발사하고 주민들을 크리스털 감옥에 가두며 위협한다. 쿠파는 자신만의 은하를 건설하기 위하여 피치를 납치한 뒤 피치 성을 거대한 비행접시로 들어 올려 우주 공간 밖으로 끌어낸다. 쿠파의 부하 중 한 명인 마귀는 피치 공주를 구하려던 마리오를 우주로 날려 보낸다.
이후 작은 행성에서 깨어난 마리오는 피치가 만났던 치코를 만나 특별한 마법 능력을 얻게 되고, 로젤리나 공주와 그녀의 동행자인 치코들을 만나게 된다. 로젤리나 공주는 우주를 여행하는 '별똥별 천문대'의 주인으로 이곳에서 별들을 관찰해 왔으나, 동력원인 파워 스타를 쿠파에게 모두 빼앗겨 버려 천문대를 더 이상 가동할 수 없게 된다. 이러한 상황에서 마리오는 치코의 힘을 빌려 우주를 탐험하게 되고, 쿠파로부터 파워스타를 탈환해 나가며 천문대를 부흥시킨다. 이 여정에서 마리오는 루이지, 키노피오 등 버섯 왕국의 친구들을 만나며, 쿠파, 쿠파주니어와 같은 보스 캐릭터들과 전투한다.
충분한 파워 스타가 모이면 별똥별 천문대는 피치 공주가 잡혀 있는 우주의 중심으로 날아갈 수 있게 된다. 마리오는 쿠파가 피치를 납치하여 함께 우주를 통치하고자 했었다는 사실을 알게 되고, 쿠파를 쓰러뜨린 뒤 피치 공주를 구해 낸다. 그러나 이때 은하의 한 행성이 붕괴하여 우주 전체를 빨아들이는 초대질량 블랙홀으로 발전하게 되고, 치코들이 이 속으로 뛰어들어 블랙홀을 중력 특이점 상태로 만든다. 중력 특이점은 폭발하여 거대한 초신성을 일으키고, 뒤이어 우주가 재창조된다. 로젤리나는 마리오에게 "오래된 별들이 이제 새로운 별들로 다시 태어났다"고 말한다. 초신성을 거쳐 우주가 재창조된 후, 버섯 왕국의 정원에서 피치 공주, 쿠파와 함께 깨어난 마리오는 새로운 은하의 탄생을 기뻐한다. 로젤리나는 마리오에게 감사를 표하고, 마리오는 새로 태어난 치코들과 함께 별똥별 천문대에 올라 다시 우주여행을 떠나게 된다.

## 개발

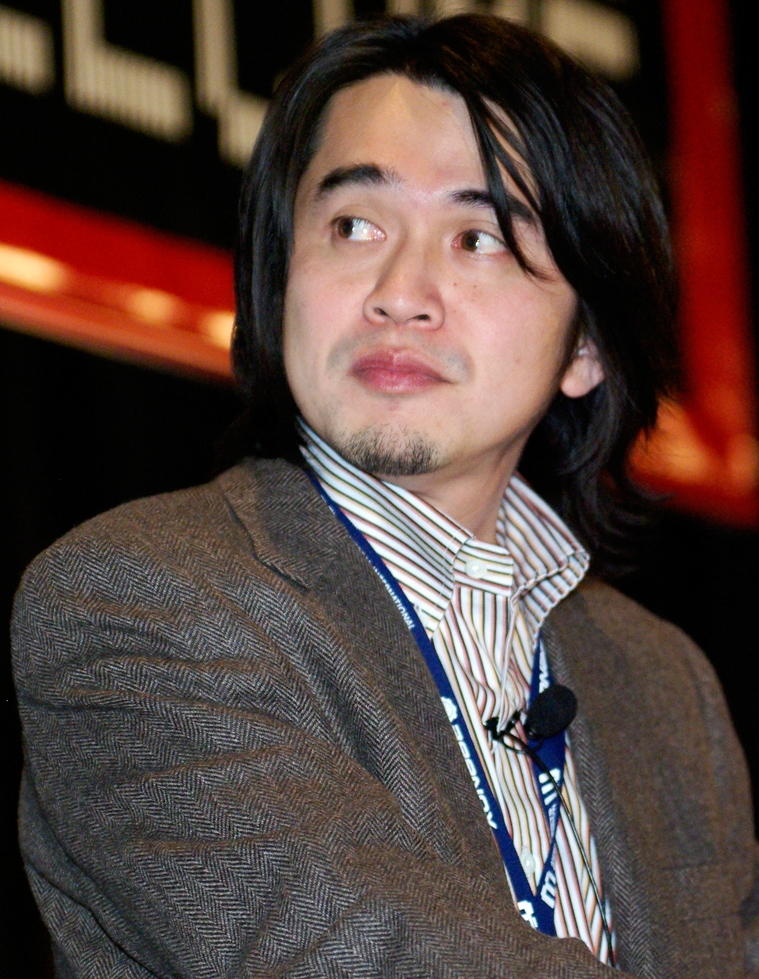
게임의 감독이자 디자이너였던 고이즈미 요시아키는 2000년 닌텐도 스페이스 월드에서 공개된 데모 소프트웨어의 요소를 새 작품에 적용하고자 하였다.

### 사전 작업
《갤럭시》의 콘셉트는 《슈퍼 마리오 128》을 기반으로 한다. 《슈퍼 마리오 128》은 2000년에 개최된 행사인 닌텐도 스페이스 월드에서 닌텐도 게임큐브의 구동 성능을 보여주기 위해 만든 데모 소프트웨어였다. 이 데모의 감독이자, 후에 《갤럭시》의 감독을 맡게 되는 고이즈미 요시아키는 《슈퍼 마리오 128》의 독특한 구형(球形) 플랫폼이 추후의 작품에 도입될 계획이나, 기술적 문제로 잠시 미루어진 상황임을 밝혔다. 슈퍼 마리오 시리즈의 창시자 미야모토 시게루는 2004년 말, 동키콩 정글 비트의 개발이 마무리되는 대로 구형 플랫폼을 실현하기 위해 대작 마리오 게임 개발에 착수한다고 밝혔다. 게임의 물리 엔진의 프로토타입 설계에만 석 달이 걸렸는데, 이 과정에서 개발팀은 구형 플랫폼이 중력을 가진 우주의 소행성을 표현하기에 알맞다는 결론을 내렸다. 디자이너들은 일본 교토부 교토시에 있는 미야모토의 사무실에서 개발 아이디어를 주고받았고, 미야모토도 게임 디자인에 관한 여러 안을 제시하였다. 고이즈미는 Wii 콘솔의 개발이 시작되기도 전에 이미 《갤럭시》에 대한 아이디어가 다수 구상된 상태였다고 밝혔다.

### 개발 과정
개발 초기 단계에 마리오가 '스핀' 공격 능력을 갖출 수 있게 하자는 아이디어가 나왔다. 구형의 플랫폼에서는 점프하여 적을 밟아 물리치는 조작이 일부 플레이어에게 다소 어려울 수 있다는 판단 때문이었다. 한때 고이즈미는 3D 환경에서 캐릭터가 점프할 수 있도록 만드는 것은 어리석은 방법이라고 언급한 적도 있었다. 게임의 프로듀서이자 프로그래머인 시미즈 타케오 또한 3D 액션 게임에서 가장 기본적인 동작은 달리는 것이며, 점프가 아닌 스핀이 더욱 쉬운 공격 방법이라고 말했다. 개발팀이 《갤럭시》를 게임큐브용으로 개발하던 때는 게임큐브 컨트롤러의 아날로그 스틱을 한 바퀴 회전시켜 스핀을 할 수 있도록 할 예정이었다. 이후 Wii를 기반으로 한 개발이 본격화되자 눈차크의 컨트롤 스틱을 돌리는 방식으로 계획을 수정했으나, Wii 리모컨에 모션 센서 기능이 포함되는 것으로 결정된 이후에는 리모콘을 흔들어 스핀할 수 있도록 했다.
닌텐도의 사장 이와타 사토루는 어려운 미션을 완수한 플레이어에게 성취감을 주는 게임의 "재미 요소"를 우선시하였다. 그는 게임을 플레이하는 도중 포기하는 사람들이 점점 증가하고 있다는 점에 주목하고, 《갤럭시》가 그러한 플레이어들에게 어필할 수 있기를 원했다. 개발팀은 이에 부응하여 '협력 모드'를 개발하였다. 협력 모드는 한 플레이어가 마리오로 플레이하는 동안 다른 한 명의 플레이어가 Wii 리모컨의 포인터를 이용해 마리오를 도울 수 있게 하는 방식으로, 숙련도가 낮은 플레이어도 게임을 즐길 수 있도록 도입되었다.
개발팀은 5살부터 95살까지 전 세대가 게임을 즐길 수 있기를 원했다. 따라서 이들은 개발 초기 단계에 모든 플레이어가 무리 없이 게임에 적응할 수 있도록 낮은 난도로 게임을 설계하였다. 그러나 미야모토는 해당 버전이 섬세한 조작을 요구하지 않아 과도하게 쉽다고 생각하였고, 이는 게임의 흥미도를 떨어뜨리는 요소라고 지적하였다. 난이도를 적절히 조절하기 위해 고이즈미는 마리오의 최대 체력을 여덟 칸이 아닌 세 칸으로 하향 조정해야 하며, 대신 게임 중간중간에 1-UP 버섯과 체크포인트를 배치해야 한다고 주장했다. 고이즈미는 후에 플레이어가 장애물에 부딪힐 수 있는 최대 횟수를 《슈퍼 마리오 64》, 《슈퍼 마리오 선샤인》의 여덟 번에서 세 번까지로 줄인 것은 게임의 "강도 요소(intensity factor)"를 조정하고자 한 조치였다고 설명했다. 이와타는 체력 게이지 한계치를 8에서 3으로 줄인 것을 두고 "플레이어들이 알아채지 못하지만, 게임플레이를 극적으로 바꿔놓은 것의 대표적인 예시"라고 회고했다.
구형의 플랫폼과 중력이 게임플레이의 핵심 요소로 결정되자, 개발팀은 이 요소들을 게임에 어떻게 적용할 지에 대해 여러 안을 내놓았다. 게임의 공동 디자이너였던 하야시다 코이치는 구형의 플랫폼과 점프 기반의 게임을 결합하는 것을 "좋지 않은 조합"이라고 평하며 회의적인 입장을 표했다. 시미즈 또한 이 아이디어에 대해 부정적인 반응을 보였는데, 구형 플랫폼의 완전한 구현이 기술적으로 어려울 것이라고 생각했기 때문이었다. 그는 이후 계획이 최종적으로 승인되었을 때 "일종의 위험을 느꼈다"고 이야기하기도 했다. 그러나 게임의 디버깅 단계에 이르러서는 구형의 플랫폼과 점프의 조합이 굉장히 신선하게 느껴졌고, 이전에 없었던 게임을 플레이하는 느낌이 들었다고 말했다. 게임의 레벨 디자이너인 시라이 후토시는 하야시다와 시미즈와 달리 새로운 게임플레이 방식에 대해 처음부터 긍정적인 인상을 가졌다고 밝혔다. 시라이는 마리오가 다양한 소행성 위를 달릴 수 있게 한다는 아이디어가 마음에 들었고, 아이스크림이나 사과 모양으로 된 행성을 떠올렸다고 말했다. 게임의 배경이 우주였기에, 개발팀은 다른 슈퍼 마리오 시리즈 게임에서는 실현하기 힘들었던 아이디어들을 고안해 낼 수 있었다. 시라이는 구형의 플랫폼 작업이 새로운 것을 발견하고 디자인할 수 있는 기회가 되었다고 말했으며, 게임의 아티스트인 모토쿠라 켄타도 플레이어가 새로운 행성을 여행하며 모험을 지속해서 즐겨 나갈 수 있을 것이라고 말했다. 고이즈미는 게임 개발 과정의 자유롭고 개방된 분위기 덕분에 플레이어가 더욱 재미있게 즐길 수 있는 방향으로 게임을 만들 수 있게 되었다고 언급하였다.
개발 기간 동안 개발진은 해당 게임의 자유도를 적극적으로 활용하였는데, 이는 마리오의 다양한 변신 능력에서 드러난다. 이와타는 꿀벌로 변신한 마리오가 여성 플레이어들 사이에서 인기를 끌고 있다고 언급하면서, 게임에 추가된 여러 변신 능력이 게임플레이에 다양한 변주를 주기 위한 것이었다고 설명했다. 하야시다에 따르면 변신 능력을 게임 내에 포함하자고 처음으로 제안한 사람은 고이즈미였다. 마리오를 무엇으로 변신시키고 싶냐는 고이즈미의 질문에 한 여성 스태프가 "꿀벌 마리오를 원한다."라고 답했고, 이가 게임에 반영되었다. 이처럼 개발팀은 내부에서 항상 아이디어를 공유했고, 그 아이디어들을 게임에 적용할 방법과 더욱 흥미롭게 만들 방법에 대해 논의했다. 후에 이와타는 폭 넓은 아이디어를 수용할 수 있을 만큼 유연한 공간인 우주를 게임의 배경으로 설정한 것이 득이 되었다고 자평했다.
개발이 끝난 후, 개발팀은 플레이어가 "게임을 그저 끝마치는 것"에서 그치는 것이 아니라, "게임 자체가 얼마나 재미있었는지에 대해 생각하게 만드는 것"이 슈퍼 마리오 게임의 근본이라는 점을 곰곰이 생각했다. 이에 고이즈미는 어린이를 포함한 모든 세대의 사람들이 즐길 수 있는 영역이 게임 내에 존재하는지 확인했다. 마리오 게임이 반드시 혼자서만 즐길 수 있는 것은 아니라고 생각한 시미즈는 본 게임의 숨겨진 목표가 "모든 사람들이 TV 주위에 모이게 하는 것"이었다고도 덧붙였다.
게임은 총 여섯 개의 세이브 파일을 지원한다. 시미즈는 다른 플레이어들의 진척도를 확인하고 이를 자신의 진척도와 비교할 수 있다는 점을 만족스러워했다. 이와타는 첫 슈퍼 마리오 게임이 출시되었을 때 텔레비전 주위에 모여 게임을 즐겁게 감상하는 사람들이 많았다는 것을 회고하며, 잘 만들어진 비디오 게임은 보는 것만으로도 즐길 수 있어야 한다고 말했다. 또한 평소 게임을 즐겨하지 않는 사람들도 협력 모드를 통해 함께 플레이 해보는 기회를 가지게 되기를 기대했다.

#### 음향

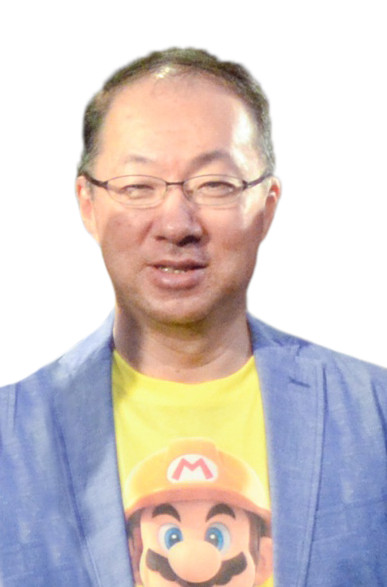
마히토 요코타가 대부분의 곡을 담당했으나, 곤도 고지도 네 개의 곡을 작곡했으며 사운드트랙의 방향성 설정에도 큰 영향을 끼쳤다.

음악 감독을 맡은 마히토 요코타는 《갤럭시》의 사운드트랙을 라틴 아메리카풍으로 구성하기를 원했고, 실제로 28개의 곡이 그렇게 작곡되었다. 라틴 아메리카 음악에서 사용되는 양철 드럼, 봉고 드럼, 콩가 등의 악기는 이미 슈퍼 마리오 시리즈의 전작들에서 사용된 바가 있었다. 요코타는 이 악기들을 신시사이저와 조합해 고전 공상과학 영화 속 음향을 구현하고자 하였다. 게임의 감독이자 디자이너인 고이즈미 요시아키는 요코타가 제출한 28개의 곡들을 승인하였으나, 음향 감독이었던 곤도 고지는 "좋지 않다"고 잘라 말하며 이를 반려했다. 요코타가 이유를 묻자, 곤도는 "당신의 마음속 어딘가 마리오가 귀엽다는 이미지를 가지고 있다면 이를 버려라."라고 답했다. 요코타는 이에 격분하여 사직하고자 했으나, 곤도는 요코타에게 "마리오는 멋지다"는 것을 유념하면서 다시 한번 작곡해 보라고 요청했다.
요코타는 마리오가 어린이들을 위한 것이라는 선입견에 사로잡혀 그들에게 어필할 수 있는 "귀여운" 음악을 만들게 된 것이었다고 말했다. 고이즈미 요시아키 감독은 곤도가 초기 안을 거부했을 당시 요코타에게 "그렇게 나쁘지 않았다"고 말하며 그를 격려하기도 했다. 3개월 후, 요코타는 미야모토 시게루에게 세 가지로 편곡된 곡들을 제시하였다. 첫 번째는 오케스트라 편곡, 두 번째는 팝 스타일 편곡, 마지막 세 번째는 오케스트라와 팝을 섞은 편곡이었다. 미야모토는 그 중 오케스트라 편곡을 선택하였는데, 이가 가장 "우주 같은" 분위기를 냈기 때문이라고 밝혔다. 요코타에 따르면, 시게루는 사실 이 곡이 곤도가 작곡한 것임을 모르고 선택했다고 한다. 이와타는 한 인터뷰에서 미야모토가 트로피컬 사운드의 《슈퍼 마리오브라더스》와 차별화되면서 이 게임을 가장 잘 표현할 수 있는 "우주 분위기"의 사운드를 찾고 있었기 때문에 이를 선택한 것이라고 말했다. 요코타는 처음에는 "슈퍼 마리오 게임 스타일의 음악"을 작곡하기 위해 분투했으나, 시간이 지나면서 점차 곡이 "자연스러워졌다"고 자평했다. 사운드트랙에 다양성을 부여하기 위해 요코타와 곤도는 개별적으로 작업을 해 나갔다. "한 사람이 단독으로 사운드트랙을 맡으면 '모든 곡이 똑같이 들리는' 상황이 발생할 수 있다"는 요코타의 생각 때문이었다. 곤도는 요코타가 구체적으로 요청한 네 곡만을 작곡했고, 요코타가 나머지 곡들을 작곡했다.
초기에는 Wii 리모컨의 스피커를 통해 각종 음향 효과가 나오도록 설계되었으나, 음향 감독인 가와무라 마사후미는 게임을 둘이 플레이할 때 소리가 겹치는 등의 문제를 들어 음향 효과의 추가는 불필요하다고 판단하였다. 이에 가와무라는 적을 타격하는 등 마리오의 행위에서 비롯된 소리를 제외하고는 Wii 리모컨을 통해 음향을 내보내지 않기로 하였으며, 이로써 플레이어가 게임에 더 몰입할 수 있을 것으로 보았다.

《갤럭시》에서는 대사를 제외한 간단한 감탄사만 더빙이 이루어졌다. 찰스 마티네이가 마리오와 루이지의 음성을, 케니 제임스가 쿠파의 음성을 맡았다. 피치 공주와 키노피오는 사만사 켈리가, 로젤리나 공주는 메르세데즈 로즈가 녹음하였다.
사운드트랙은 50인으로 구성된 관현악단이 연주한 28개의 곡으로 구성된다. 요코타는 마리오 게임에 오케스트라가 어울릴지에 대해 우려하기도 했었으나, 게임의 규모를 더욱 방대하게 만드는 데에 일조할 것이라고 생각을 고쳤다. 한편 곤도는 오케스트라 음악을 도입하면 플레이어가 "음악에 맞추어 게임을 하게 될 것"이라고 생각했다. 사운드트랙을 게임플레이에 연동하기 위해 가와무라는 《젤다의 전설 바람의 지휘봉》, 《동키콩 정글 비트》에서 사용한 기법을 이 게임에도 적용하였는데, 바로 MIDI 데이터와 스트리밍 데이터를 동기화하여 배경음악과 함께 재생되는 효과음을 생성하는 방식이었다. 이를 구현하기 위해 오디오 팀은 메트로놈을 활용해 오케스트라가 여러 템포로 곡을 녹음하도록 하였다.
《슈퍼 마리오 갤럭시 사운드트랙》(일본어: スーパーマリオギャラクシーサウンドトラック)은 2008년 1월 31일에 공개되었다. 첫 공개는 일본 내 클럽 닌텐도 구독자들을 위한 한정판 앨범으로 이루어졌으며, 2008년 11월에는 이가 유럽의 클럽 닌텐도 회원들에게도 제공되었다. 사운드트랙은 오리지널 버전과 플래티넘 버전으로 나누어 출시되었다. 오리지널 버전에는 게임 내에 삽입된 28개의 트랙만 포함되어 있으며, 플래티넘 버전에는 기존 오리지널 버전의 28곡에 53곡이 추가되어 총 81곡이 들어 있다. 미국에서는 2011년에 오리지널 버전이 검정색 Wii 패밀리 에디션, 그리고 《뉴 슈퍼 마리오브라더스 Wii》 소프트웨어와 함께 묶여 판매되었다.
| #             | 제목                          | 작곡          | 재생 시간 |
| ------------- | ----------------------------- | ------------- | --------- |
| 1.            | Overture                      |               | 1:24      |
| 2.            | The Star Festival             |               | 1:29      |
| 3.            | Attack of the Airships        |               | 1:19      |
| 4.            | Catastrophe                   |               | 0:55      |
| 5.            | Peach's Castle Stolen         |               | 0:33      |
| 6.            | Enter the Galaxy              |               | 1:26      |
| 7.            | Egg Planet                    | 곤도 고지     | 2:41      |
| 8.            | Rosalina in the Observatory 1 | 곤도 고지     | 2:27      |
| 9.            | The Honeyhive                 |               | 2:38      |
| 10.           | Space Junk Road               |               | 3:22      |
| 11.           | Battlerock Galaxy             |               | 3:21      |
| 12.           | Beach Bowl Galaxy             |               | 2:22      |
| 13.           | Rosalina in the Observatory 2 | 곤도 고지     | 2:24      |
| 14.           | Enter Bowser Jr.!             |               | 2:55      |
| 15.           | Waltz of the Boos             |               | 2:42      |
| 16.           | Buoy Base Galaxy              |               | 3:11      |
| 17.           | Gusty Garden Galaxy           |               | 3:44      |
| 18.           | Rosalina in the Observatory 3 | 곤도 고지     | 2:44      |
| 19.           | King Bowser                   |               | 3:14      |
| 20.           | Melty Molten Galaxy           |               | 4:09      |
| 21.           | The Galaxy Reactor            |               | 2:28      |
| 22.           | Final Battle with Bowser      |               | 2:25      |
| 23.           | Daybreak - A New Dawn         |               | 0:56      |
| 24.           | Birth                         |               | 1:59      |
| 25.           | Super Mario Galaxy            |               | 4:04      |
| 26.           | Purple Comet                  |               | 3:03      |
| 27.           | Blue Sky Athletic             |               | 1:10      |
| 28.           | Super Mario 2007              |               | 2:20      |
| 총 재생 시간: | 총 재생 시간:                 | 총 재생 시간: | 67:05     |

## 반응

### 평가
《슈퍼 마리오 Wii 갤럭시 어드벤처》는 평단의 극찬을 받았다. 리뷰 애그리게이터 메타크리틱에서는 73개 리뷰 기준 100점 만점에 97점을 받았다. 이는 역대 게임 중 여섯 번째로 높은 점수이다. 게임랭킹스에서는 약 78개의 리뷰 기준 97.64%의 점수를 받았는데, 이는 리뷰 개수가 20개 이상인 게임의 점수 중 역대 최고이다.

#### 그래픽과 시각 표현
그래픽과 시각 표현이 가장 좋은 평가를 받은 부분이었다. 닌텐도 공식 매거진의 크리스 스컬리온은 이 게임이 Wii로 구현할 수 있는 그래픽의 최대치를 끌어냈다고 말했으며, 뛰어난 시각 효과와 게임 내의 광활한 플랫폼 설계가 플레이어를 계속 놀라게 만든다고 말했다. 1UP.com의 제레미 페리시는 Wii의 하드웨어 사양 측면의 한계에도 불구하고 게임의 시각효과가 굉장히 인상깊으며, 특히 이는 게임이 높은 해상도로 조정되었을 때 더 잘 드러난다고 언급했다. 컴퓨터 앤드 비디오 게임스의 앤드류 로빈슨은, 닌텐도가 그간 게임을 개발하는 데에 있어 그래픽보다는 게임플레이에 치중해왔지만 본작은 "두 가지 모두를 완벽히 성공시켰다"고 평했다. 유로게이머의 마가렛 로버트슨은 게임의 시각 효과를 "창의력의 폭발(explosion of inventiveness)"이라고 칭하면서, 게임 내의 디테일 표현 수준에 필적하는 것은 게임의 기발한 미션 설계뿐이라고 밝혔다. 게임프로의 패트릭 쇼는 시각 표현과 조작 체계 양면에 있어서 게임이 Wii의 사양을 최대치로 끌어내고 있다고 말했다. 다만 게임 인포머의 앤드류 라이너는 게임 내 물과 입자 표현을 긍정적으로 평하면서도, 2002년에 발표된 《슈퍼 마리오 선샤인》과 비슷한 수준이었다고 언급하였다.
시각 표현에 관해 게임 레볼루션의 크리스 후닥은 《갤럭시》가 "세련되고 매력적이며 자극적"이며, 1996년 작 《슈퍼 마리오 64》의 차세대 재탄생 버전이라고 평했다. 게임스팟의 알렉스 나바로는 선명하고 다채로운 색으로 구성된 배경과 애니메이션, 캐릭터 디자인을 들며 "이보다 더 나은 비주얼을 보여줄 수 있는 Wii 게임은 없다"고 극찬하였다. 그뿐만 아니라 나바로는 프레임 드랍이 잘 일어나지 않는 게임 엔진의 성능도 칭찬하였다. 게임스파이의 브린 윌리엄스는 Wii로 출시된 게임 중 최고의 비주얼을 갖춘 게임이라고 평하고, 그래픽은 "이 세상의 것이 아니"며 색상과 질감 표현 또한 "예상했던 것보다 뛰어나다"고 말했다. 게임스레이더의 한 후기에서는 게임의 시각적 효과를 "말로는 다 표현할 수 없다"고 언급했다. 게임 존의 루이스 베디건은 게임의 시각적 표현이 슈퍼 마리오 시리즈의 전작들에 등장한 블록 모양의 캐릭터들과 대비를 이루며, 아름다운 행성의 디자인 등 그 외 모든 것들이 "눈에 즐거움"을 선사하고 있다고 평했다. IGN의 매트 카사마시나는 《갤럭시》가 Wii를 발전시킨 유일한 게임이며, 제작진이 "훌륭한 예술"과 "훌륭한 기술"을 결합해 놀라운 결과물을 빚어냈다고 칭찬했다. 플레이 사의 데이비드 헬버슨은 해당 게임이 최고의 수준으로 다듬어져 있으며 아주 아름다운 차세대 그래픽이 적용되어 있다고 말했다.

#### 게임플레이
중력 시스템과 Wii 리모컨을 활용한 게임플레이 방식도 호평받았다. 패미통의 한 리뷰는 게임의 진행 템포가 아주 좋았다고 평하며, 레벨 설계와 난이도의 다양한 변주가 점진적으로 게임을 구축해 나가고 있다고 말했다. 에지도 Wii 리모컨을 사용한 게임 방식을 호평하였다. 2006년 작 《젤다의 전설 황혼의 공주》의 리모컨 작동 방식이 "격렬한 직역주의(vigorous literalism)"라고 설명될 만큼 단순했던 것과 달리, 본작은 조작 체계를 영리하고 설득력 있게 구성했다는 점을 장점으로 꼽았다. 스컬리언은 이번 작에서 Wii 리모컨을 포인터로 활용하는 조작 방법을 도입한 것에 대해 본래 회의적인 입장을 가지고 있었으나, "(게임을 시작한 이후) 몇 분이 채 지나지 않아 이 조작 방식을 마치 《슈퍼 마리오 64》 시절부터 그대로 해 왔던 것이라고 느끼게 되었다"고 말할 만큼 빠르게 익숙해졌다고 인정했다. 스컬리언은 또한 게임의 가장 큰 강점이 어느 게임과도 비교될 수 없는 높은 수준의 게임플레이 방식에 있다고 언급했다. 페리시는 게임 내에 도입된 중력 변동 시스템에 대해 "몹시 어려운 도전 과제조차도 "제2의 본성"과 같이 느껴지게끔 만든다"며 호평했다. 로빈슨도 비슷하게 중력 시스템을 칭찬했다. 그는 중력의 당김을 이용한 다양한 게임플레이 방식이 이 게임을 "그야말로 입이 벌어지게 만드는" 규모로 확대하고 있다고 보았다. 로버트슨은 게임 내 중력의 이용을 "창의력의 폭발(explosion of inventiveness)"이라는 표현으로 갈음했다. 라이너는 해당 게임이 7세대 비디오 게임 콘솔의 플랫폼 장르를 재정립했으며, 이전 마리오 게임들의 향수를 불러일으키면서도 자연법칙을 과감히 깨 새로움 또한 주었다고 보았다.
쇼는 이러한 새로운 게임플레이 방식들이 슈퍼 마리오 비디오 게임 프랜차이즈에 다시금 활기를 불어넣었다고 말했다. 또 이 게임이 《슈퍼 마리오 64》 이후 최고의 작품이라고 요약했다. 후닥은 해당 게임이 《슈퍼 마리오 64》의 재탄생 버전이며 다양한 게임플레이 방식에 "미야모토만의 특별한 스타일"이 가미되어 있다고 보았다. 나바로는 게임의 각 레벨 설계가 "모든 측면에서 최상의 수준"이라고 평하면서, 새로운 아이템의 도입도 게임플레이에 큰 차원의 변화를 불러왔다고 덧붙였다.
윌리엄스는 "피상적인(shallow)" 수준에 그친 2인 멀티플레이 모드가 게임에 유의미한 무언가를 추가하지는 못했다고 의견을 밝혔다. 그러나 그는 Wii 리모컨과 눈차크를 동시에 이용하는 게임플레이의 다양한 요소들이 "한 치의 오차도 없이 정교하게" 설계되어 있다고 평했다. 게임스레이더의 한 리뷰는 게임의 조작 체계가 전작 《슈퍼 마리오 선샤인》보다 유연한 반응을 보였다고 칭찬했다. 베디건은 조작과 레벨 설계가 모두 "게임이 다다를 수 있는 완벽함에 근접한 수준"이라고 말했다. 카사마시나는 게임플레이 방식, 특히 중력 시스템의 도입이 "터무니없을 정도로 흥미롭다"고 평했다. 또한 모션 인식이 게임 내 요소에 잘 적용되었고, 각 레벨에서의 진행 템포 변화를 플레이어가 잘 느낄 수 있다고 언급하였다. 핼버슨은 특히 혁신적인 조작 방식에 찬사를 내렸다. Wii 리모컨과 눈차크를 이용한 조작이 최고로 정교하게 이루어져 이외의 방식으로 플레이하는 것은 상상조차 되지 않을 정도라고 말했다.

#### 음향
사운드트랙과 음향 효과도 평단으로부터 좋은 평가를 받았다. 스컬리온은 사운드트랙의 각 곡이 게임 전반의 요소들과 잘 맞아떨어지고 있다고 언급했으며, 이는 슈퍼 마리오 시리즈의 게임 중 최고 수준이라고 덧붙였다. 패리쉬는 그래픽과 시각 효과보다 오케스트라가 도입된 배경 음악이 더욱 우수하다고 평했다. 본작의 사운드트랙은 "철저하게 마리오스러운" 역동성을 지니고 있으면서도 평소답지 않게 정교했다고 말했다. 라이너는 관현악단이 녹음한 사운드트랙이 아름다울 뿐만 아니라 향수를 불러일으키며 한마디로 감탄이 나온다고 평했다. 나바로도 현대화된 오케스트라를 활용한 사운드트랙을 칭찬하였다. 이는 단순히 훌륭한 것이 아닌 "최상의 수준"이었다고 평했다. 윌리엄스는 해당 게임이 Wii 게임 중 최고의 음악을 자랑하며, 이 사운드트랙이 닌텐도가 자신들의 퍼스트 파티 게임에 들인 최고의 노력으로 "역사에 전해 내려질 것"이라고 말했다. 게임스레이더의 한 리뷰는 《갤럭시》에 수록된 곡들이 게임에서 들을 수 있는 오케스트라 곡 중 가장 질이 높다고 평했다. 베디건은 이 사운드트랙이 비디오 게임 음악이 진일보하는 계기로까지 작용했다고 보았으며, 곡들은 감동적이고 숨 막힐 정도로 뛰어났다고 평했다. 카사마시나는 사운드트랙이 이례적인 수준으로 뛰어나다고 평하면서, 이제껏 출시된 닌텐도 게임 중 역대 최고라고 요약했다. 《비디오 게임 음악의 역사》의 저자 다미엔 메체리는 슈퍼 마리오 시리즈의 배경음악 수준이 이전에 비해 떨어지고 있다고 보았으나, 《갤럭시》 만큼은 예외라고 언급했다. 메체리는 《갤럭시》의 음악이 기억에 남고 감동적이며, 《뉴 슈퍼 마리오브라더스》, 《슈퍼 마리오 3D 랜드》의 곡들이 "아주 게으른 태도"로 쓰여 있는 것과 달리 《갤럭시》의 사운드트랙에는 작곡 팀이 상당한 노력을 투자한 흔적이 엿보인다고 설명했다. 단, 더빙에 대해서는 비판도 있었다. 후닥은 게임 내의 대사를 더빙했다면 "아마도 어설프고 어색하게 보였을 것"이라고 인정하면서도, "전통적으로 마리오가 해 왔던 스타일"의 성우 기용이 없었다는 점을 지적하였다.

### 판매량
《갤럭시》는 상업적으로 성공을 거두었다. 일본에서는 발매 후 3주 만에 35만 장이 판매되었고, 미국에서는 첫 주에 50만 장이 팔렸다. 이는 당시 미국에서 판매된 마리오 게임의 첫 주 판매량 중 가장 높은 수치였다. NPD 그룹은 2007년 12월, 미국에서 140만 장이 판매되었다고 발표하였다. 이는 12월 내 미국에서 팔린 비디오 게임 판매량 중 가장 많은 수치였다. 2007년 말일까지 미국에서는 252만 장이 판매되면서, 2007년 미국에서 다섯 번째로 많이 팔린 게임이 되었다. 출시 13개월 후에는 전 세계 판매량 766만 장을 기록했다. 2010년 1월까지 미국에서 410만 장이 판매되었고, 2월에는 미국 내에서 누적 판매량 500만 장을 돌파한 아홉 개의 Wii 소프트웨어 중 하나가 되었다. 2020년 3월 기준 전 세계 판매량 1,280만 장을 달성하였다. 이는 닌텐도가 출시한 Wii 게임 판매량 중 9위에 해당하는 기록이며, 번들 판매되지 않은 Wii 게임 판매량 중에서는 3위에 해당한다.

### 수상 내역
《갤럭시》는 IGN, 게임스팟, 닌텐도 파워, 코타쿠, 야후! 게임스에서 2007년 올해의 게임 상을 받았으며, 에지로부터 최고의 음향 디자인 상을 받았다. 또한 리뷰 애그리게이터 사이트 게임랭킹스에서 2007년에 발표된 게임 중 점수가 가장 높았다. 2008년 2월, 《갤럭시》는 제11회 인터랙티브 어치브먼트 어워드의 아카데미 오브 인터랙티브 아트 & 사이언스 시상식에서 올해의 어드벤처 게임 상을 받았으며, 올해의 게임 상, 올해의 콘솔 게임 상, 게임 디자인 부문에서의 뛰어난 성취, 게임플레이 엔지니어링 부문에서의 뛰어난 성취, 뛰어난 게임 혁신 부문 후보에도 올랐다. 2008년 일본 게임 대상에서는 우수상을 수상하였다. 《갤럭시》는 닌텐도 매거진에서 발표한 '역대 최고의 닌텐도 게임 100선' 리스트에서 3위에 올랐으며 2009년, 제5회 영국 영화 텔레비전 예술 아카데미에서 《콜 오브 듀티 4: 모던 워페어》를 제치고 올해의 게임 상을 받았다. 닌텐도 게임이 영국 영화 텔레비전 예술 아카데미에서 수상한 것은 처음이었다. 같은 해 IGN은 《갤럭시》를 최고의 Wii 게임으로 선정하였다. 또한 IGN과 유로게이머는 《갤럭시》를 "세대를 대표하는 게임(Game of the Generation)"이라고 명명했다. 2015년에는 US게이머의 '2000년 이후 최고의 게임 15선' 리스트에서 11위를 차지하였다. 기네스 세계 기록은 발매 초기의 파급력, 그리고 그 게임의 유산을 바탕으로 역대 최고의 콘솔 게임 50개를 선정하였는데, 《갤럭시》는 29위에 올랐다. 공식 닌텐도 매거진은 마지막 발행부에서 《갤럭시》를 '최고의 닌텐도 게임'으로 선정하였다.

### 상표 표절 문제
한국닌텐도는 2006년 대한민국 특허청에, 'SUPER MARIO GALAXY'라는 상표를 등록하여 컴퓨터용 프로그램, 전자수첩, 업무용 텔레비전게임기 등 43개 품목에 사용하겠다고 신청하였다. 그러나 특허청은 이가 엔유씨전자의 'GALAXY', 국민은행의 'KB GALAXY 카드', 세가의 'GALAXY DREAM', 이퓨쳐의 'GALAXY KIDS' 상표와 유사하다고 판단하고 한국닌텐도의 요청을 거절하였다. 한국닌텐도는 2007년 10월 5일에 법원에 거절결정불복을 신청하였으나, 2008년 5월 9일, 최종적으로 법원은 대법원 2000후815 판결을 근거로 청구인 한국닌텐도의 심판청구를 기각하였고, 이로써 한국닌텐도는 'SUPER MARIO GALAXY'라는 이름의 상표권을 취득할 수 없게 되었다. 결국 한국닌텐도는 원작명이 아닌 '슈퍼 마리오 Wii 갤럭시 어드벤처'를 상표권으로 등록하였다. 《슈퍼 마리오 Wii 갤럭시 어드벤처》는 대한민국에 2008년 9월 4일 발매되었다.

## 후속작과 유산
2008년 1월 30일 발표된 패미통의 1,000번째 호에서 미야모토 시게루는 《갤럭시》의 후속작에 대해 처음으로 언급했다. 같은 해 10월 31일, 프로듀서인 미야모토 시게루는 다음과 같이 말하며 후속작 개발에 관한 관심을 드러냈다.
| “ | 개인적으로 《갤럭시》가 매우 혁신적이고 독특한 요소들을 선보였다고 생각하지만, 몇 요소들은 여전히 꽤나 보수적이었다. 비록 지금 당장 구체적으로 발표할 수 있는 것은 없지만, 젤다 프랜차이즈의 속편과 새로운 《갤럭시》 작품을 출시하게 된다면 나는 이 타이틀들이 이전 출시작들보다 더 새롭고 멋있어 보이기를 진심으로 바란다. | ” |
|   | — 미야모토 시게루, 2008년 10월 31일 |   |

후속작은 개발 기간 중 《슈퍼 마리오 갤럭시 모어》(일본어: スーパーマリオギャラクシーモア)라고 불렸다. 개발진은 후속작에 《갤럭시》에 등장했던 행성들을 변형하여 삽입하고자 하였으나, 점차 새로운 요소와 아이디어가 축적되면서 이를 완전한 신작으로 발매하기로 결정하였다. 《슈퍼 마리오 Wii 2 갤럭시 어드벤처 투게더》는 로스엔젤레스에 열린 E3 2009에서 본격적으로 공개되었으며 미국에서 2010년 5월 23일에, 일본에서 2010년 5월 27일에, 유럽에서 2010년 6월 11일에, 대한민국에서는 2011년 1월 20일에 발매되었다. 후속작은 본작만큼이나 뛰어난 평가를 받았고, 전 세계에서 총 741만 장이 판매되었다.
닌텐도와 엔비디아, 아이치이의 파트너십 계약이 체결된 이후, 《갤럭시》는 다른 Wii 게임들과 함께 2018년 3월 22일 중국에서 엔비디아의 실드 태블릿을 플랫폼으로 하여 재출시되었다. 게임은 에뮬레이터를 통해 실행되며 인터페이스가 일부 변경되고 1080p 해상도가 지원된다. 실드 태블릿에는 모션 인식 기능이 없으므로 일부 조작 방법이 변경되었는데, 스타 포인터가 실드 태블릿 우측에 있는 아날로그 스틱으로 조작되며 갤럭시를 선택하기 위한 버튼은 오른쪽 트리거 버튼으로 옮겨졌다.
《갤럭시》는 《슈퍼 마리오 64》, 《슈퍼 마리오 선샤인》과 함께 《슈퍼 마리오 3D 컬렉션》에 포함되었다. 해당 소프트웨어는 닌텐도 스위치 전용으로 2020년 9월 18일 출시되었다.

## 같이 보기
- 마리오 시리즈의 연도별 목록

## 참조

### 주해
1. ↑  일본어: スーパーマリオギャラクシ, 영어: Super Mario Galaxy
2. ↑  일본어: ほうき星の天文台, 영어: Rosalina's Comet Observatory

### 참고 문헌
- Castle, Matthew (2014년 12월). “100 Greatest Nintendo Games”. 《Official Nintendo Magazine》 (바스: 퓨처) (114): 71.
- Scullion, Chris (2007년 12월). “Super Mario Galaxy review”. 《Official Nintendo Magazine》 (바스: 퓨처) (23): 72–77.
- Nintendo (2007). 《Super Mario Galaxy instruction manual》. 닌텐도. 3–22쪽.